# A Venezia muore un'estate
A Venezia muore un'estate (Largo retorno) è un  film spagnolo del 1975 diretto da Pedro Lazaga.

## Trama
Anna, studentessa universitaria, si innamora dell'architetto David Norton e, dopo ripetuti tentativi, riesce a conquistarlo e a sposarlo. A Maiorca, nella lussuosa villa che ha ereditato, Anna manifesta i primi sintomi d'una grave e rarissima malattia al sistema nervoso, contro la quale nulla può la medicina. Gli specialisti confermano che la donna non ha speranze di sopravvivere a lungo e David, disperato, accetta la soluzione estrema di sottoporre la moglie a una tecnica sperimentale d'ibernazione, in attesa che la scienza scopra un rimedio e la guarisca. Passano ben quarant'anni, dopo i quali viene finalmente sperimentata una nuova terapia efficace e quindi Anna viene rianimata e sottoposta con successo al trattamento e si rimette completamente, potendo quindi riabbracciare il marito, che però è ormai molto anziano e vivrà con lei gli ultimi giorni di vita: infatti morirà di lì a poco, stroncato da un infarto.